# Johann Christoph Schwedler
Johann Christoph Schwedler (21. prosince 1672, Krobica/Krobsdorf – 12. ledna 1730, Wieża/Niederwiese) byl německý kazatel, teolog (představitel pietismu) a skladatel duchovních písní.
Od roku 1698 do smrti působil v Niederwiese na lužicko-slezské hranici, kde stál tzv. hraniční kostel (Grenzkirche), sloužící jako místo pro návštěvy bohoslužeb tajnými protestanty z českých zemí.
Přátelil se s hrabětem Zinzendorfem a pomáhal tajným protestantům z českých zemí při jejich exilu do Saska.
Založil sirotčinec.
Z jeho písňové tvorby pronikla do českých kancionálů píseň Chcete vědět, kdo můj díl.